# Over the Garden Wall (film 1910 Fitzhamon)
Over the Garden Wall è un cortometraggio muto del 1910 diretto da Lewin Fitzhamon. Nello stesso anno, negli Stati Uniti uscì un Over the Garden Wall prodotto dalla Vitagraph.

## Trama
I vicini di casa sono oggetto degli scherzi delle ragazze.

## Produzione
Il film fu prodotto dalla Hepworth.

## Distribuzione
Distribuito dalla Hepworth, il film - un cortometraggio di 137 metri - uscì nelle sale cinematografiche britanniche nell'agosto 1910.
Si conoscono pochi dati del film che, prodotto dalla Hepworth, fu distrutto nel 1924 dallo stesso produttore, Cecil M. Hepworth. Fallito, in gravissime difficoltà finanziarie, il produttore pensò in questo modo di poter almeno recuperare il nitrato d'argento della pellicola.